# Shadow Tower
Shadow Tower (シャドウタワー?) è un videogioco di ruolo sviluppato da FromSoftware e pubblicato nel 1998 per PlayStation.

## Modalità di gioco
Simile a King's Field, Shadow Tower è un RPG in 3D che si distingue dagli altri titoli per l'assenza di punti esperienza. Il videogioco presenta una modalità multigiocatore.